# Mns Baroh Cot
Mns Baroh Cot is een bestuurslaag in het regentschap Pidie Jaya van de provincie Atjeh, Indonesië. Mns Baroh Cot telt 697 inwoners (volkstelling 2010).